# キミモノガタリ
「キミモノガタリ」は、日本の音楽ユニット・little by littleの6作目のシングル。

## 概要
- 前作「ハミングバード」から約1年6ヶ月ぶりのシングル。
- 表題曲はアニメ『NARUTO-ナルト- 疾風伝』のエンディングテーマに起用された。NARUTO-ナルト-関連のアニメ作品の主題歌を担当するのは1stシングル「悲しみをやさしさに」以来5作ぶり、通算2作目。エンディングテーマとしては初となる。
- 初回仕様特典としてアニメ絵柄のワイドキャップステッカーが同梱された。

## 収録曲
1. キミモノガタリ [4:34]
作詞・作曲・編曲：tetsuhiko
ピアノをメインにした楽曲を歌いたいというhidecoの発注を受けて制作された。歌詞はタイアップ先のアニメ『NARUTO-ナルト- 疾風伝』を意識して書かれている[1]。
2. ポテトとコーク [5:19]
作詞・作曲：tetsuhiko
編曲：島田昌典
3. EDEN [4:29]
作詞・作曲：tetsuhiko
編曲：嘉生大樹
4. キミモノガタリ -Instrumental- [4:32]
作曲・編曲：tetsuhiko
表題曲のインストゥルメンタル。

## タイアップ
- テレビ東京系列アニメ『NARUTO-ナルト- 疾風伝』第3期エンディングテーマ (#1)

## 収録アルバム
- NARUTO SUPER HITS 2006-2008 (#1)
- NON-STOP NARUTO (#1)